# سامخيا

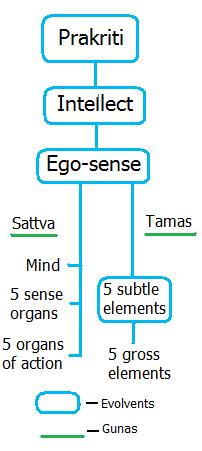

سامخيا (باللغة السنسكريتية: सांख्य|सांख्य) هي إحدى مدارس الأستيكا (الوجودية) الستة في الفلسفة الهندية، وتوصف على أنها المدرسة العقلانية في تلك الفلسفة. ترتبط السامخيا بشكل كبير بمدرسة فلسفة اليوغا في الهندوسية، وكان لواقعيتها تأثير على مدراس أخرى في الفلسفة الهندية.
السامخيا عبارة عن فلسفة تقوم نظرية المعرفة فيها على القبول بثلاثة دلائل (برامانا pramana) من أصل ستة كطرق للحصول على المعرفة، وهي pratyakṣa الإدراك وanumāṇa الاستنباط أو الاستدلال وśabda الاستشهاد بمصادر موثوقة.
تنتمي فلسفة السامخيا إلى مذهب الثنائية الفلسفي، إذ تعتبر السامخيا أن الكون يتألف من واقعين اثنين؛ الأول بوروشا Purusha (الوعي أو العقل) والثاني براكريتي Prakṛti (الطبيعة أو المادة).

## اقرأ أيضاً
- هندوسية
- أهانكارا